# Mapamundi de Fra Mauro

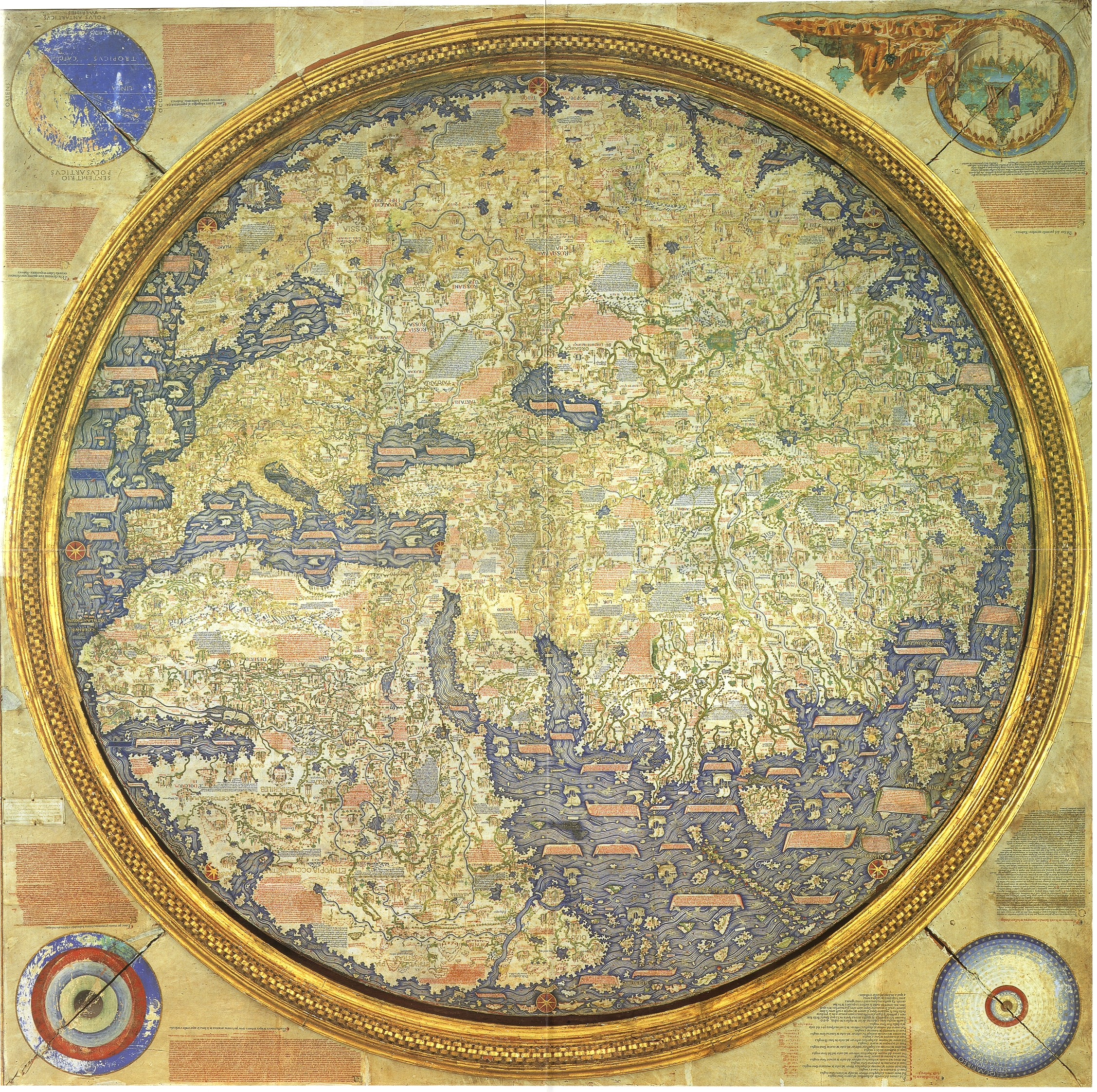
El mapamundi de Fra Mauro, segons els actuals patrons cartogràfics, amb orientació nord-sud. El mapa descriu Àsia, Àfrica i Europa

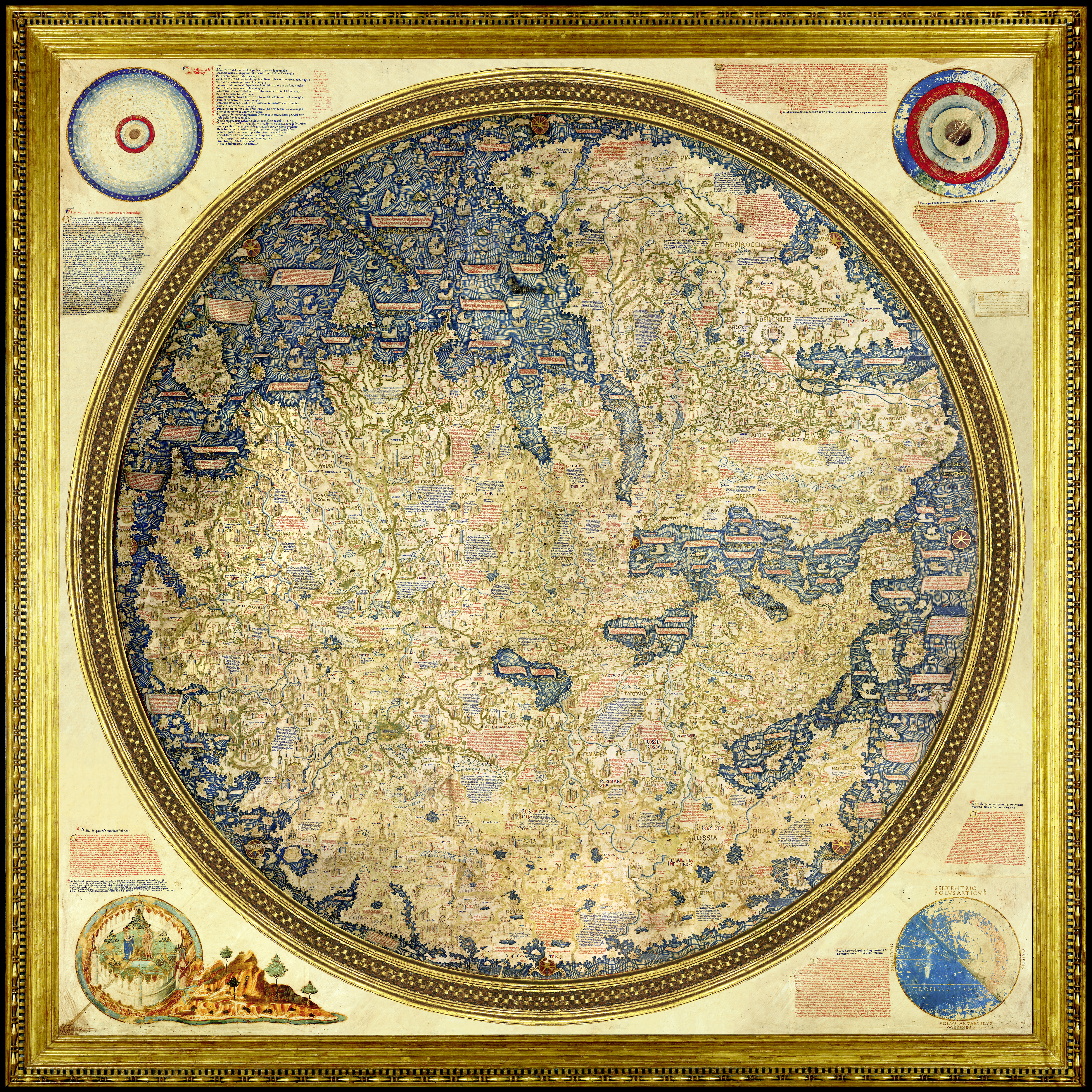
El mapamundi de Fra Mauro amb l'orientació original (el sud a dalt)

El mapamundi de Fra Mauro, "considerat el millor memorial de la cartografia medieval" segons Roberto Almagià, fou dibuixat entre 1457 i 1459 pel monjo venecià fra Mauro i el seu assistent Andrea Bianco, mariner i cartògraf. És un planisferi circular dibuixat sobre pergamí, muntat sobre un bastidor de fusta i té uns dos metres de diàmetre. El mapa original fou un encàrrec d'Enric el Navegant per al rei Alfons V de Portugal. El mapa fou completat el 24 d'abril de 1459, i enviat a Portugal, però actualment es troba perdut.
Fra Mauro va morir l'any següent, mentre feia una segona còpia per a la Signoria de Venècia, còpia que fou acabada per Andrea Bianco. Aquesta segona còpia fou descoberta al monestir de Murano i actualment es troba exposada a l'escalinata de la Biblioteca Marciana de Venècia, però és visible en entrar al Museu Correr. Una edició crítica del mapa fou publicada el 2006 per Piero Falchetta.

## Mapamundi
El mapamundi de Fra Mauro és poc freqüent, però típic en les cartes portolanes de fra Mauro, ja que la seva orientació es troba invertida, amb el sud a la part superior del mapa, segons les convencions dels mapes musulmans, en contrast amb el mapamundi de Ptolemeu, que presentava el nord a la part superior. Fra Mauro tenia coneixement del mapa de Ptolemeu, i comentaria que resultava insuficient per a moltes parts del món:
| «                            | No considero que derogui la validesa de Ptolemeu per no seguir els dictats de la seva "Cosmografia", ja que d'haver observat els seus meridians, paral·lels i graus, resultaria necessari per establir les parts conegudes de la circumferència deixar fora del mapa moltes províncies no esmentades per Ptolemeu. Però principalment en la latitud, és a dir, de sud a nord, té molta "terra incògnita", ja que en els seus temps eren desconegudes aquestes terres. | » |
| — Text del Mapa de Fra Mauro | |   |

Va reconèixer l'extensió cap a l'est que havia donat Ptolemeu, suprimint en fer-ho la posició central que havia ocupat la ciutat de Jerusalem en mapes anteriors:
| «                            | Jerusalem és certament el centre del món habitat per la seva latitud, però longitudinalment es troba una mica a l'oest, ja que en ser la porció de l'est més altament poblada en ser part d'Europa, és per això que Jerusalem es troba al centre longitudinalment si mirem no l'espai buit sinó la densitat de la població. | » |
| — Text del Mapa de Fra Mauro | |   |

Fra Mauro va veure el món com una esfera, i encara que emprés la convenció de descriure els continents envoltats per aigua amb la forma d'un disc, no sabia amb certesa les dimensions de la Terra:
| «                            | De la mateixa manera he trobat variades impressions de la circumferència, però no resulta possible verificar-les. Es diu que és de 22.500 a 24.000 milles més o menys, depenent de les consideracions i opinions, però no tenen massa autenticitat ja que no han estat provades. | » |
| — Text del Mapa de Fra Mauro | |   |

## Orígens

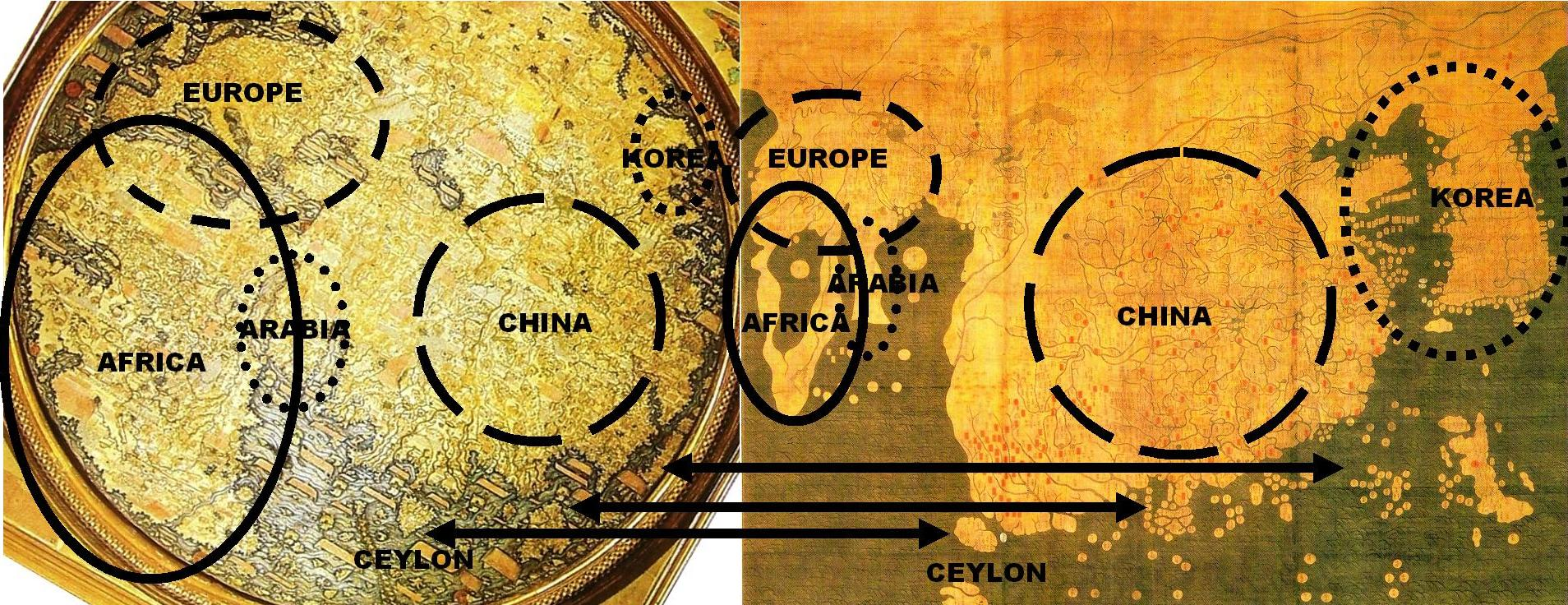
Comparació entre el mapamundi de Fra Mauro (1457) i el mapamundi de Kangnido (1402)

Un mapa més primerenc, l'anomenat mapamundi de Virga (1411-1415), també plasma d'una forma similar el món antic i va poder haver estat la base d'aquest.
Fra Mauro també es va basar probablement en fonts àrabs i xineses, tal com descriu Giovanni Battista Ramusio, contemporani de fra Mauro, que diu que el mapamundi de fra Mauro és una còpia millorada del que va portar de Catai, que era de Marco Polo.
El mapamundi de Fra Mauro mostra moltes similituds amb el mapamundi de Kangnido, dibuixat el 1402 a Corea, que es basa en mapes d'origen xinès més antics, avui dia perduts. Aquests mapes ofereixen la mateixa forma de veure el món antic en la seva estructura general, encara que les proporcions relatives dels països i continents estan invertits amb Europa i Àfrica, engrandits especialment al mapamundi de Fra Mauro, així com la Xina i especialment Corea estan principalment representades al de Kangnido.
Aquests mapes van ser dibuixats abans dels viatges europeus d'exploració i abans que els europeus traspassessin el cap de Bona Esperança el 1488. S'ha suggerit que els coneixements geogràfics del mapamundi de Kangnido demostren que va ser traçat per navegants musulmans, indis o xinesos (l'expedició de l'almirall xinès Zheng He), i més tard va arribar d'alguna forma fins a Occident, possiblement mitjançant mercaders musulmans o indis, o portat per viatgers occidentals del segle xv, com el venecià Niccolò de' Conti.

## Galeria

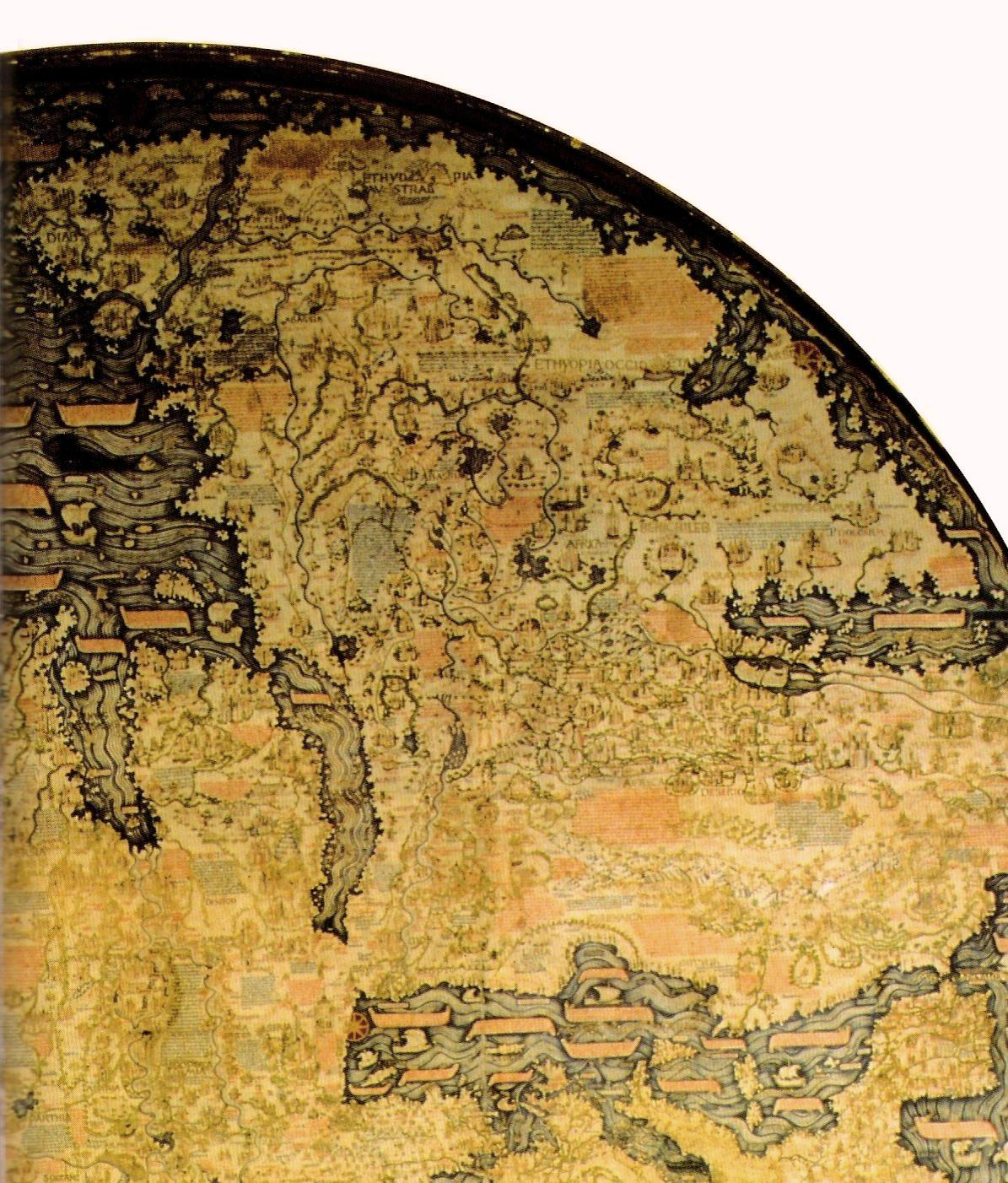
Àfrica al mapa de fra Mauro (el sud és a dalt, amb el "cap de Diab" marcant el punt més meridional)
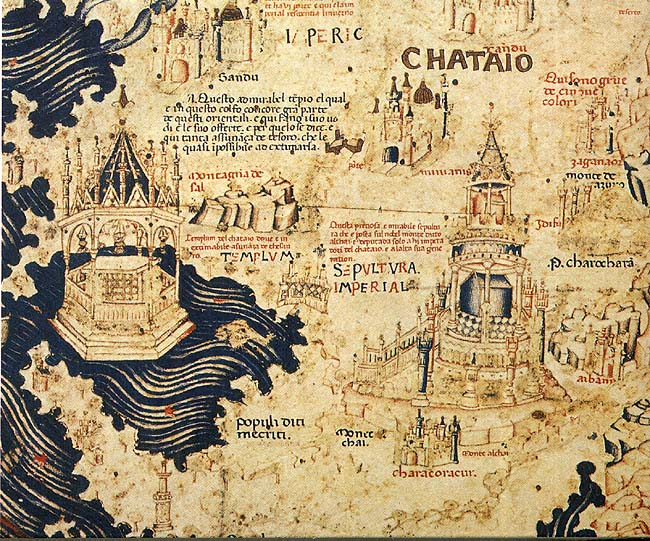
Part de la Xina
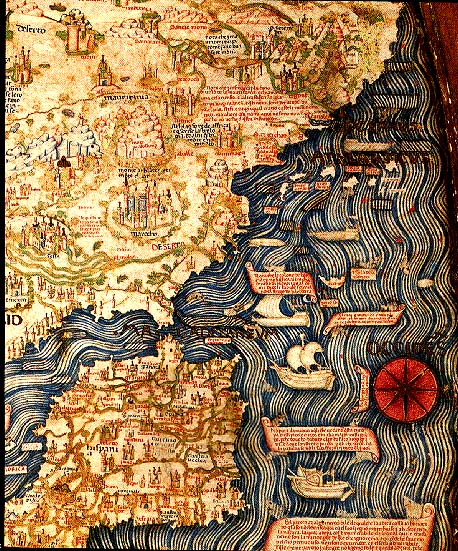
Detall de l'estat espanyol, Portugal i nord d'Àfrica
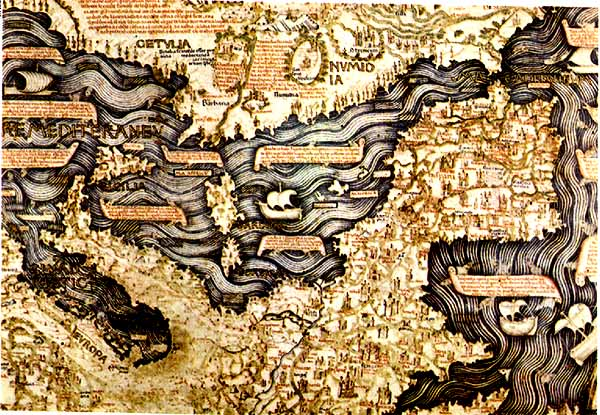
Europa
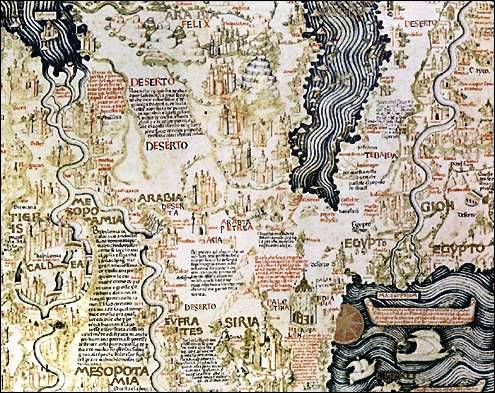
Orient Mitjà
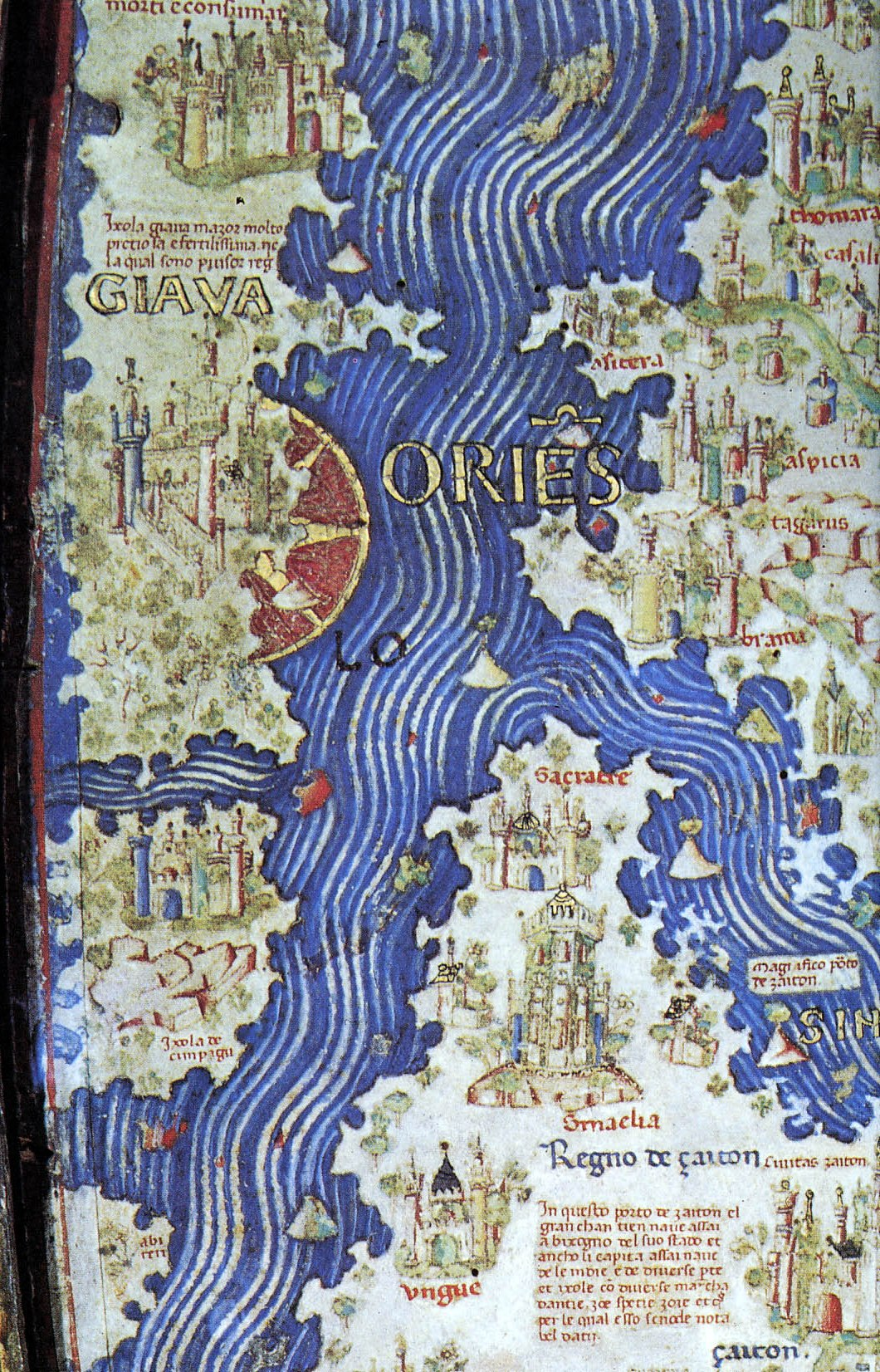
Primera menció de Java en un mapa occidental